# Заливной (Пензенская область)
Заливной — посёлок в Башмаковском районе Пензенской области России. Входил в состав Сосновского сельсовета. С 15 мая 2019 года в составе Знаменского сельсовета.

## География
Расположено в 3 км к юго-западу от центра сельсовета села Сосновка, на реке Ушинка.

## Население
| 2010 |
| ---- |
| 11   |

## История
Основан в 1920-е годы. В середине 1950-х посёлок отделение колхоза имени Маленкова.